# 24103 Dethury
24103 Dethury este un asteroid din centura principală de asteroizi.

## Descriere
24103 Dethury este un asteroid din centura principală de asteroizi. A fost descoperit pe 9 noiembrie 1999 la Fountain Hills (Arizona) de Charles W. Juels. Asteroidul prezintă o orbită caracterizată de o semiaxă mare de 2,65 ua, o excentricitate de 0,19 și o înclinație de 15,1° în raport cu ecliptica.